# اوپن‌بی‌جی‌پی‌دی
اوپن‌بی‌جی‌پی‌دی (به انگلیسی: OpenBGPD) برنامه‌ای است که به رایانه‌های معمولی و همه‌منظوره اجازه می‌دهد تا به عنوان یک مسیریاب شبکه عمل کنند. این برنامه یک دیمن سیستمی یونیکس است و یک پیاده‌سازی آزاد و متن‌باز از نسخه ۴ پروتکل بی‌جی‌پی را فراهم می‌کند. اوپن‌بی‌جی‌پی‌دی به یک رایانه اجازه می‌دهد تا مسیرهای شبکه را با دیگر رایانه‌هایی که از پروتکل بی‌جی‌پی پشتیبانی می‌کنند، مبادله کند.
اوپن‌بی‌جی‌پی‌دی توسط Henning Brauer و Claudio Jeker به عنوان زیرپروژه‌ای از اوپن‌بی‌اس‌دی توسعه می‌یابد. اوپن‌اواس‌پی‌اف‌دی که یک زیرپروژه دیگر از اوپن‌بی‌اس‌دی است و توسط Esben Nørby نوشته شده، دیگر دیمن مسیریابی در اوپن‌بی‌اس‌دی است که همدم اوپن‌بی‌جی‌پی‌دی محسوب می‌شود و یک پیاده‌سازی از پروتکل اواس‌پی‌اف است. این مجموعه نرم‌افزاری به عنوان جایگزینی برای کوآگا نوشته شده‌اند. Quagga هم یک نرم‌افزار مسیریابی شبکه است که بیشتر بر روی لینوکس تمرکز دارد و تحت پروانه جی‌پی‌ال منتشر می‌شود. پروانه جی‌پی‌ال مورد تأیید توسعه‌دهندگان اوپن‌بی‌اس‌دی نیست و با نیازها و استانداردهای کیفی این پروژه همخوانی ندارد.

## اهداف
از جمله اهداف اوپن‌بی‌جی‌پی‌دی می‌توان به ایمن بودن و غیرقابل اکسپلویت بودن، قابل اطمینان بودن، کوچک بودن هم در حجم و هم در میزان استفاده از حافظه، ساده بودن تنظیم و پیکربندی آن و ... اشاره کرد. سینتکس پیکربندی این برنامه طوری در نظر گرفته شده که هم قدرتمند باشد و هم برای بیشتر کاربران ساده باشد. همچنین این برنامه باید قادر باشد هزاران مدخل جدول را به سرعت و بدون استفاده زیاد از حافظه اداره کند.

## طراحی
اوپن‌بی‌جی‌پی‌دی از یک فرایند والد و دو فرایند فرزند تشکیل می‌شود: یکی موتور تصمیم مسیر (RDE) و دیگری موتور نشست (SE). فرایند والد تنها قسمتی از اوپن‌بی‌جی‌پی‌دی است که امتیازات کاربر ریشه را حفظ می‌کند. دیگر قسمت‌های اوپن‌بی‌جی‌پی‌دی امتیازات کاربر ریشه را ساقط می‌کنند چرا که در غیر این صورت امکان اکسپلویت‌پذیر شدن وجود خواهد داشت. فرایند والد به این دلیل نمی‌تواند امتیازات کاربر ریشه را از دست بدهد که باید جدول مسیریابی سیستم‌عامل را تغییر داده و بروزرسانی کند.